# Zenon Płoszaj
Zenon Płoszaj (* 18. Oktober 1924 in Łódź; † 14. Januar 2003 ebenda) war ein polnischer Geiger und Musikpädagoge.
Płoszaj studierte bis 1955 an der Staatlichen Musikhochschule  Łódź bei Mieczysław Szaleski. Es folgten Aufbaustudien bei Irena Dubiska an der Musikhochschule Warschau und bei Juri Jankelewitsch am Moskauer Konservatorium. 1955 gewann er den Dritten Preis beim Internationalen Musikwettbewerb in Warschau, 1957 war er Preisträger beim Internationalen Wieniawski-Violinwettbewerb in Posen.
Als Solist und Kammermusiker trat er außer in Polen u. a. in der Tschechoslowakei, in Deutschland, in der Sowjetunion und in Japan auf. Zu seinen Kammermusikpartnern zählten die Pianisten Rajmund Ambroziak, Kiejstut Bacewicz, Tadeusz Chmielewski, Jerzy Lefeld, Sergiusz Nadgryzowski, Jadwiga Szamotulska und Stanisław Urstein. Als Solist trat er mit Orchestern unter der Leitung von Dirigenten wie Henryk Czyż, Jerzy Katlewicz, Zdzisław Szostak, Stanisław Wisłocki und Bohdan Wodiczko auf. Unter anderem spielte er die Uraufführungen von Tadeusz Paciorkiewiczs Violinsonate und Roman Iżykowskis Violinkonzert.
Ab 1957 unterrichtete Płoszaj am Musikgymnasium von Łódź, zwei Jahre später übernahm er eine Violinklasse an der Staatlichen Musikhochschule, deren Rektor er von 1969 bis 1981 war. 1985 erhielt er den Titel eines ordentlichen Professors. Außerdem leitete er Meisterkurse in Polen (Łańcut, Żagań) und im Ausland (Wien, Tokio) und wirkte an mehreren Violinwettbewerben als Juror mit. Seine bekanntesten Schüler sind Barbara Górzyńska und Piotr Pławner.
Für seine Arbeit wurde Płoszaj mit dem Preis des Ministers für Kultur und Kunst Ersten Grades, der Medaille der Nationalen Bildungskommission, dem Musikpreis der Stadt Łódź sowie dem Offiziers- und Kommandeurskreuz des Orden Polonia Restituta ausgezeichnet. Die Musikakademie Łódź verlieh ihm den Ehrendoktortitel.